# Leptogaster antennalis
Leptogaster antennalis là một loài ruồi trong họ Asilidae. Leptogaster antennalis được Janssens miêu tả năm 1954. Loài này phân bố ở vùng nhiệt đới châu Phi.